# Scaevola subcapitata
Scaevola subcapitata är en tvåhjärtbladig växtart som beskrevs av Forest Brown. Scaevola subcapitata ingår i släktet Scaevola och familjen Goodeniaceae. Inga underarter finns listade i Catalogue of Life.